# Marczi Mariann
Marczi Mariann (1977. február 6. –) magyar zongoraművésznő, egyetemi adjunktus.

## Életpályája
Négyéves korában kezdett zongorázni. 1991-től a budapesti Bartók Béla Zeneművészeti Szakközépiskolában Ábrahám Mariann és Csalog Gábor növendéke volt. 2000-ben szerzett zongoraművészi diplomát a budapesti Liszt Ferenc Zeneművészeti Egyetemen, Falvai Sándor, Nagy Péter és Kemenes András növendékeként. Berlinben (Hochschule für Musik „Hanns Eisler”), és különböző mesterkurzusokon (Kurtág György, Kocsis Zoltán, Florent Boffard, Pierre-Laurent Aimard, Elisso Wirssaldaze) folytatta posztgraduális zenei képzését. 2002–2005 a budapesti Liszt Ferenc Zeneművészeti Egyetemen végezte doktori tanulmányait Gulyás Márta és Papp Márta konzulensek irányításával. 2008-ban szerezte meg DLA/DMA doktori diplomáját a Liszt Ferenc Zeneművészeti Egyetemen. Disszertációjának témája Ligeti György zongoraetűdjei.
Számos hazai és európai verseny díjnyertese. Magyarország koncerttermeiben és Európa csaknem összes országában vendégszerepelt. Felvételei készültek a Magyar Rádióban, a Magyar Televízióban, a Duna TV-ben, az Osztrák Rádióban, az NDR-nél és a müncheni Bayerischer Rundfunkban.
Különböző fesztiválokon lép fel, mint pl. Nemzetközi Bartók Fesztivál, Szegedi Kamarazenei Fesztivál, Zempléni Fesztivál, Prag–Wien–Budapest Fesztivál, Centre Acanthes Fesztivál, pPianissimo Fesztivál, „Tavasz Oroszországban” Fesztivál, Ziethener Musiktage, Zsolnay Fesztivál.
Olyan neves karmesterekkel dolgozott, mint Antal Mátyás, Pál Tamás, Peskó Zoltán, Tihanyi László, Massimo Testa, Gábor Ferenc, Konstantia Gourzi és Valerio Sannicandro.
Kamarazene partnerei voltak Perényi Miklós, Megyesi Schwartz Lúcia, Győri Noémi, Bársony Péter, Szabadi Vilmos, Kelemen Barnabás, Kokas Katalin, Rohmann Ditta, Götz Nándor, Rumy Balázs, Begona Alberdi, Rajk Judit.
Különböző kortárs zenei együttesekkel dolgozott, mint pl. az Ensemble Echo Berlin, az MZT Kortárszenei Kamaraegyüttese és az Ensemble Wiener Collage.
Repertoárja a korai barokk művektől a kortárs szerzők műveiig terjed, szóló- és kamarazenei darabokat egyaránt magába foglal. Ősbemutatók is fűződnek nevéhez, rendszeresen dolgozik együtt kortárs zeneszerzőkkel, Kurtág Györggyel, Jeney Zoltánnal, Csapó Gyulával, Fekete Gyulával, Hollós Mátéval, Nikolai Badinskivel, Ruth McGuiré-rel és Valerio Sannicandróval.
2000-ben az Arnold Schönberg Stiftung Schönberg díjával, 2001-ben a német állam DAAD Ösztöndíjával, 2002-ben pedig az NKÖM Fischer Annie Ösztöndíjával tüntették ki. 2009-től a Magyar Zeneművészeti Társaság, 2012-től pedig a World Piano Teachers Association tagja.
2004 óta a budapesti Liszt Ferenc Zeneművészeti Egyetem zongora tanszékén tanít egyetemi adjunktusként.  Évente tart mesterkurzust a Nemzetközi Crescendo Nyári Művészeti Akadémián. A World Piano Conference (Novi Sad, Szerbia) és a London International Piano Symposium (RCM London) nemzetközi konferenciákon tartott előadásokat. A WPTA Nemzetközi Zongoraverseny zsűritagja 2013-ban. Szintén 2013-ban készült első szólólemeze az Odradek Records lemezkiadó gondozásában Splinters címmel, második albuma pedig 2019-ben jelent meg Past Visions címmel.
Jelenleg Budapesten él.